# Progradazione

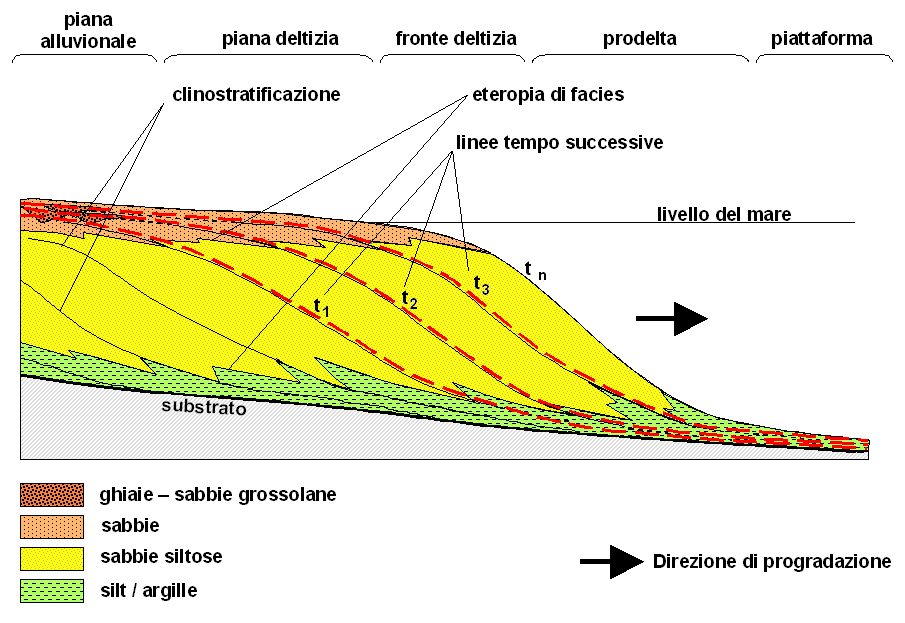
Sezione longitudinale di delta, costituito da corpi clinoformi giustapposti e inclinati verso mare. Si tratta di un tipico esempio di progradazione.

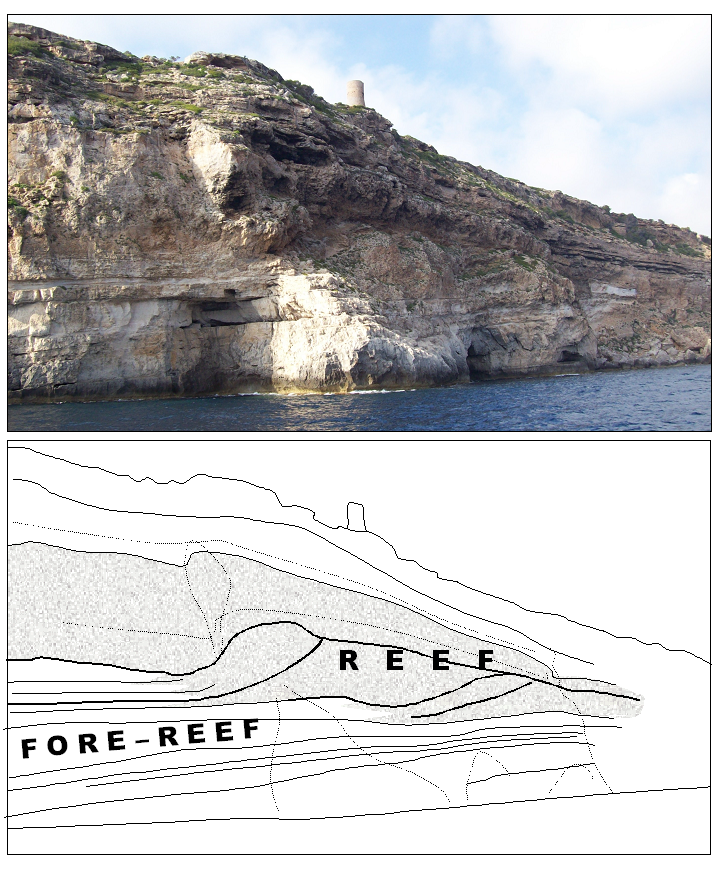
Margine di piattaforma carbonatica (composto da corpi clinoformi con struttura interna massiva) progradante su sedimenti di avanscogliera (fore-reef) ben stratificati. I corpi clinoformi biocostruiti (reef)sono composti da colonie di coralli ermatipici. Maiorca, isole Baleari - Spagna

La progradazione è una modalità di deposizione dei sedimenti, che si realizza quando in tempi successivi si depongono corpi sedimentari parzialmente sovrapposti in posizione sempre più lontana rispetto alla sorgente dei sedimenti stessi.

## Tipologia
Esempi di progradazione si possono trovare in diversi tipi di ambienti sedimentari:
- l'esempio forse più tipico di progradazione è quella dei sedimenti deltizi (sia marini che lacustri), che, a partire dal punto di foce di un fiume tendono ad "avanzare" sopra i sedimenti del bacino ricevente;
- in ambiente litorale, quando i sedimenti di spiaggia tendono ad avanzare verso mare, sopra i sedimenti più fini di piattaforma continentale;
- in ambiente alluvionale, quando ad esempio una conoide tende ad avanzare sopra i sedimenti della piana alluvionale, generalmente più fini.
- in ambiente di piattaforma carbonatica e scogliera biocostruita, quando la proliferazione degli organismi costruttori è tale da esportare materiale carbonatico verso l'esterno della piattaforma stessa, portando all'avanzamento della biocostruzione verso il bacino;
- in ambiente di mare profondo, quando sedimenti torbiditici tendono ad avanzare sopra i sedimenti di piana abissale.

## Genesi
La conseguenza comune di quasi tutti questi processi è che sedimenti depostisi in condizioni di alta energia vanno a ricoprire sedimenti indicativi di bassa energia del mezzo. Quindi, in una sezione stratigrafica verticale, alla base troveremo sedimenti fini e procedendo verso l'alto sedimenti più grossolani (tendenza coarsening upward). La transizione tra i due tipi di sedimenti potrà essere più o meno graduale o anche brusca a seconda del tipo di ambiente e delle condizioni locali. In molti casi (sedimenti deltizi e costieri, sedimenti di piattaforma carbonatica) questa tendenza esprime anche il passaggio da condizioni di mare relativamente profondo (al di sotto della zona influenzata dall'azione di onde e correnti) a condizioni di mare basso (entro lo spessore d'acqua influenzato da onde e correnti). Si parla allora, secondo la terminologia anglosassone, anche di tendenza shallowing upward. Nei casi citati, la progradazione corrisponde ad un evento di regressione marina, nel quale si ha uno spostamento della fascia costiera verso mare.
La dinamica progradazionale è determinata da due fattori:
- a. Spazio di accomodamento (accomodation space): è il volume di spazio disponibile per i sedimenti, sostanzialmente lo spazio tra il livello del mare (o comunque dell'acqua entro il bacino) e il fondale;
- s. Apporto di sedimenti (sediment supply): è il volume di sedimenti che vengono scaricati entro il bacino ricevente.

Se a < s lo spazio disponibile per la sedimentazione non può contenere il volume di sedimenti scaricato entro il bacino. Questo può avvenire sia per un decremento del livello dell'acqua nel bacino o per una diminuzione della subsidenza, sia per un incremento nel regime degli apporti di sedimento. In ogni caso, l'effetto è l'interramento  di aree prospicienti la costa e la migrazione delle facies continentali e litorali verso mare. In questo caso si avrà quindi progradazione del sistema deposizionale, corrispondente ad un evento di regressione marina.

L'opposto della progradazione in tutti i suoi aspetti si dice retrogradazione: in questo caso sedimenti di alta energia vengono ricoperti da altri sedimenti di bassa energia, più fini (tendenza fining upward). Ove ciò si realizzi con un aumento della profondità d'acqua, si ha anche una tendenza deepening upward (o di approfondimento). Un pattern di retrogradazione registrato nei sedimenti corrisponde generalmente ad un evento di trasgressione marina.